# 2,2-dimetil-1,3-propanodiamina
La 2,2-dimetil-1,3-propanodiamina es una diamina de fórmula molecular C5H14N2, isómera de la cadaverina.
Este compuesto también recibe los nombres de 1,3-diamino-2,2-dimetilpropano, neopentildiamina y neopentanodiamina.

## Propiedades físicas y químicas
A 25 °C, la 2,2-dimetil-1,3-propanodiamina es un sólido, si bien licúa a una temperatura de solo 29-31 °C.
Su punto de ebullición es de 153 °C. 
Desprende el característico olor de las aminas y su densidad es de 0,851 g/cm³, comparable a la de otras pentanodiaminas.
Es una sustancia soluble en agua, y el valor del logaritmo de su coeficiente de reparto, logP = -0,73, indica que su solubilidad es mayor en agua que en disolventes hidrófobos.
Posee una tensión superficial de 33,1 ± 3 dina/cm.
En disolución acuosa, esta diamina se comporta como una base: una disolución de 10,1 g/L de esta amina a 20 °C tiene un pH de 11,2. Es, por tanto, incompatible con ácidos y cloruros de acilo pero también con oxidantes fuertes.

## Síntesis
La 2,2-dimetil-1,3-propanodiamina puede ser sintetizada a partir de 2,2-dimetilpropanodiamida con un rendimiento en torno al 72%.
Otra vía de síntesis de esta diamina es por hidrogenación del 2,2-dimetil-1,3-dinitropropano utilizando como catalizador níquel Raney en medio ácido —proporcionado por ácido fórmico, acético u otro ácido orgánico—.
A su vez, la 2,2-dimetil-1,3-propanodiamina es precursora de aminas más complejas como la 2-bencil-5,5-dimetil-4,6-dihidro-1H-pirimidina o la 2,2,N,N,N',N'-hexametilpropano-1,3-diamina.
Asimismo, se han estudiado las características de esta diamina como agente quelante. Se han analizado estructura y geometría de un complejo que forma con Ru(II), cloro y fósforo, en forma de octaedro distorsionado, y la de un complejo con Ni(II), de geometría cuadrada plana también algo distorsionada.
En otro complejo, [CrCl2(C5H14N2)2]ClO4, el átomo de cromo está hexacoordinado con cuatro nitrógenos —dos de cada una de las dos moléculas de 2,2-dimetil-1,3-propanodiamina— y dos átomos de cloro. También se ha empleado esta diamina en la preparación de ligandos enantioméricamente puros de biimidazolina para su uso en catálisis asimétrica.

## Precauciones
La 2,2-dimetil-1,3-propanodiamina es un sólido inflamable que, al arder, desprende óxidos de nitrógeno y monóxido de carbono. Tiene su punto de inflamabilidad a 47 °C —15 °C más bajo que el de la cadaverina— y su temperatura de autoignición a 380 °C. En contacto con el aire, su polvo puede formar concentraciones inflamables.
En cuanto a su toxicidad para el organismo humano, es una sustancia corrosiva que puede ocasionar quemaduras en los ojos, la piel y las membranas mucosas.